# Viktória Reichová
Viktória Reichová (8 febbraio 2002) è una nuotatrice artistica slovacca.

## Palmarès

### Coppa del Mondo
- 3 podi:
  - 3 terzi posti (3 nella gara individuale)